# Ty Law
Tajuan E. "Ty" Law (nascido em 10 de fevereiro de 1974) é um ex-jogador de futebol americano que jogou como cornerback durante quinze temporadas na National Football League (NFL).
Ele jogou futebol americano universitário na Universidade de Michigan. Ele foi selecionado pelo New England Patriots na 23º escolha geral no Draft de 1995 da NFL. 
Law foi selecionado duas vezes All-Pro, cinco vezes para o Pro Bowl, foi MVP do Pro Bowl e ganhou três Super Bowls com os Patriots. Suas 53 interceptações na carreira ocupam o 24º lugar na história da NFL. 
Ele também é amplamente considerado como um dos melhores defensores dos Patriots de todos os tempos e foi adicionado ao Hall da Fama do New England Patriots como o 20º membro.

## Primeiros anos
Law frequentou a Aliquippa High School, em Aliquippa, Pensilvânia, no condado de Beaver, Pensilvânia, onde jogou futebol americano, basquete e atletismo. Ele jogou no colégio como cornerback, safety, wide receiver e running back. Ele foi nomeado MVP do time de basquete da escola.

## Carreira universitária
Law teve um período de três anos na Universidade de Michigan, onde ele conquistou honras All-American da Walter Camp Football Foundation e foi duas vezes uma seleção unânime para a All-Big Ten Conference. 
Ele estava na capa da edição de 3 de outubro de 1994 da Sports Illustrated, apesar de ter sido uma honra ignominiosa: ele é o defensor de quem Michael Westbrook, de Colorado, está pulando na famosa jogada "Miracle at Michigan". 
Após o seu primeiro ano, ele deixou Michigan para entrar no Draft da NFL de 1995 devido a dificuldades financeiras depois que seu avô declarou a falência.
Ele terminou sua carreira na faculdade com 154 tackles, (120 solo, 34 assistências), 6 interceptações e 17 passes desviados.

## Carreira profissional

### New England Patriots
Law foi selecionado como a 23º escolha geral na primeira rodada do Draft de 1995 pelo New England Patriots, onde passou a maior parte de sua carreira. Em 1998, ele ganhou sua primeira viagem ao Pro Bowl. Naquele ano, ele liderou a liga com nove interceptações, a primeira vez que um jogo dos Patriots liderou a liga em interceptações.
Law ganhou seu primeiro anel do Super Bowl com os Patriots em 2001. No Super Bowl XXXVI, ele interceptou um passe de Kurt Warner e retornou 47 jardas para um touchdown, esses foram os primeiros pontos dos Patriots no jogo, que venceram o jogo por 20-17.
Law foi eleito para o Pro Bowl pelo segundo ano consecutivo e pela quarta vez em sua carreira após a temporada de 2003. Em 2003, ele fez parte de uma defesa recordista dos Patriots que liderou a NFL em quatro categorias principais: pontos permitidos por jogo (14,9), rating dos oponentes (56,2), interceptações (29) e touchdowns permitidos (11). Seu jogo físico contra alguns dos melhores receptores do jogo levou a NFL a aplicar mais estritamente a regra de contato ilegal de cinco jardas após a temporada de 2003. Na AFC Championship contra o Indianapolis Colts, Law interceptou três passes do quarterback dos Colts, Peyton Manning, ajudando seu time a chegar a uma vitória por 24-14 e sua segunda aparição no Super Bowl em 3 anos, onde derrotou o Carolina Panthers por 32-29.
Law ganhou seu terceiro anel do Super Bowl com os Patriots em 2004, mas perdeu os últimos 9 jogos da temporada e todos os três jogos dos playoffs devido a uma lesão no pé.
Em 25 de fevereiro de 2005, Law foi dispensado pelos Patriots devido a seu salário de US $ 12.551.000. Desde então, ele representou os Patriots em alguns jogos como capitão de equipe honorário. Em 2014, ele foi introduzido no Hall of Fame dos Patriots.

### New York Jets
Depois de 10 anos com o New England Patriots, Law assinou com o rival New York Jets para a temporada de 2005. Ele então teve uma das suas melhores temporadas, fazendo 10 interceptações. Ele foi o único jogador dos Jets que foi votado no Pro Bowl nessa temporada.
Law foi dispensado pelo New York Jets em 22 de fevereiro de 2006, quando os Jets projetaram o teto salarial em US $ 26 milhões em 2006. Ele deveria faturar US $ 7,6 milhões em 2006.

### Kansas City Chiefs

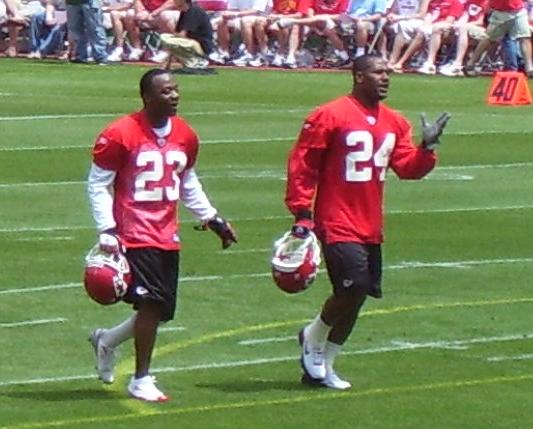
Law (direita) com o ex-companheiro de equipe dos Chiefs, Patrick Surtain, em 2007

Em 25 de julho de 2006, Law passou no exame físico do Kansas City Chiefs e assinou um contrato de cinco anos no valor de US $ 30 milhões.

### Segunda passagem nos Jets
Em 10 de novembro de 2008, Law concordou com os termos de um contrato de um ano com o New York Jets. Após o final da temporada, os Jets mais uma vez o dispensaram em 24 de fevereiro de 2009.

### Denver Broncos
Law assinou com o Denver Broncos em 7 de novembro de 2009. Ele terminou a temporada com 10 tackles e 1 interceptação para 37 jardas. Ele foi dispensado pelos Broncos em 24 de fevereiro de 2010.
Seu tempo em Denver foi curto e sem complicações, durando apenas uma temporada. Mesmo que sua última temporada tenha sido em Denver, Ty Law será lembrado e reverenciado por suas contribuições em New England; Ele até afirmou: "Eu sou um Patriots pelo resto da vida".

### Estatísticas
| Ano      | Time | Jogos | Total de tackles | Sacks | Fumbles | Fumbles Recuperados | Interceptações | Jardas | AVG | LNG | TD |
| -------- | ---- | ----- | ---------------- | ----- | ------- | ------------------- | -------------- | ------ | --- | --- | -- |
| 1995     | NE   | 14    | 40               | 1.0   | 0       | 0                   | 3              | 47     | 16  | 38  | 0  |
| 1996     | NE   | 13    | 56               | 0.0   | 0       | 0                   | 3              | 45     | 15  | 38  | 1  |
| 1997     | NE   | 16    | 69               | 0.5   | 0       | 1                   | 3              | 70     | 23  | 40  | 0  |
| 1998     | NE   | 16    | 60               | 0.0   | 0       | 1                   | 9              | 133    | 15  | 59  | 1  |
| 1999     | NE   | 13    | 48               | 0.5   | 2       | 1                   | 2              | 20     | 10  | 27  | 1  |
| 2000     | NE   | 15    | 58               | 0.0   | 0       | 0                   | 2              | 32     | 16  | 32  | 0  |
| 2001     | NE   | 16    | 59               | 1.0   | 0       | 0                   | 3              | 91     | 30  | 46  | 2  |
| 2002     | NE   | 16    | 59               | 1.0   | 1       | 1                   | 4              | 33     | 8   | 29  | 0  |
| 2003     | NE   | 15    | 60               | 0.0   | 0       | 0                   | 6              | 112    | 19  | 65  | 1  |
| 2004     | NE   | 7     | 23               | 0.0   | 0       | 0                   | 1              | 0      | 0   | 0   | 0  |
| 2005     | NYJ  | 16    | 45               | 0.0   | 0       | 0                   | 10             | 195    | 20  | 74  | 1  |
| 2006     | KC   | 16    | 64               | 1.0   | 3       | 0                   | 4              | 11     | 3   | 16  | 0  |
| 2007     | KC   | 16    | 39               | 0.0   | 0       | 0                   | 2              | 2      | 1   | 2   | 0  |
| 2008     | NYJ  | 7     | 14               | 0.0   | 1       | 0                   | 0              | 0      | 0   | 0   | 0  |
| 2009     | DEN  | 7     | 9                | 0.0   | 0       | 0                   | 1              | 37     | 37  | 37  | 0  |
| Carreira |      | 203   | 703              | 5.0   | 7       | 4                   | 53             | 828    | 16  | 74  | 7  |

## Aposentadoria
Depois de se aposentar da NFL, Law fundou a Launch Trampoline Park, uma cadeia de instalações de entretenimento baseada em torno de grandes áreas de trampolins conectados. Launch atualmente tem locais franqueados em toda a Nova Inglaterra, com um parque aberto em Delaware. O site de Launch em Rhode Island informa que Law faz aparições freqüentes lá, onde participa de jogos de trampolim com Queimada.

Em 19 de maio de 2014, Law foi introduzido no Hall of Fame do New England Patriots.